# Marl-Loemühle Repülőtér
Marl-Loemuhle egy német repülőtér Marl város területén Észak-Rajna-Vesztfáliában.

## Fekvése
A repülőtér Marlban, Recklinghausen határán található.

## Története

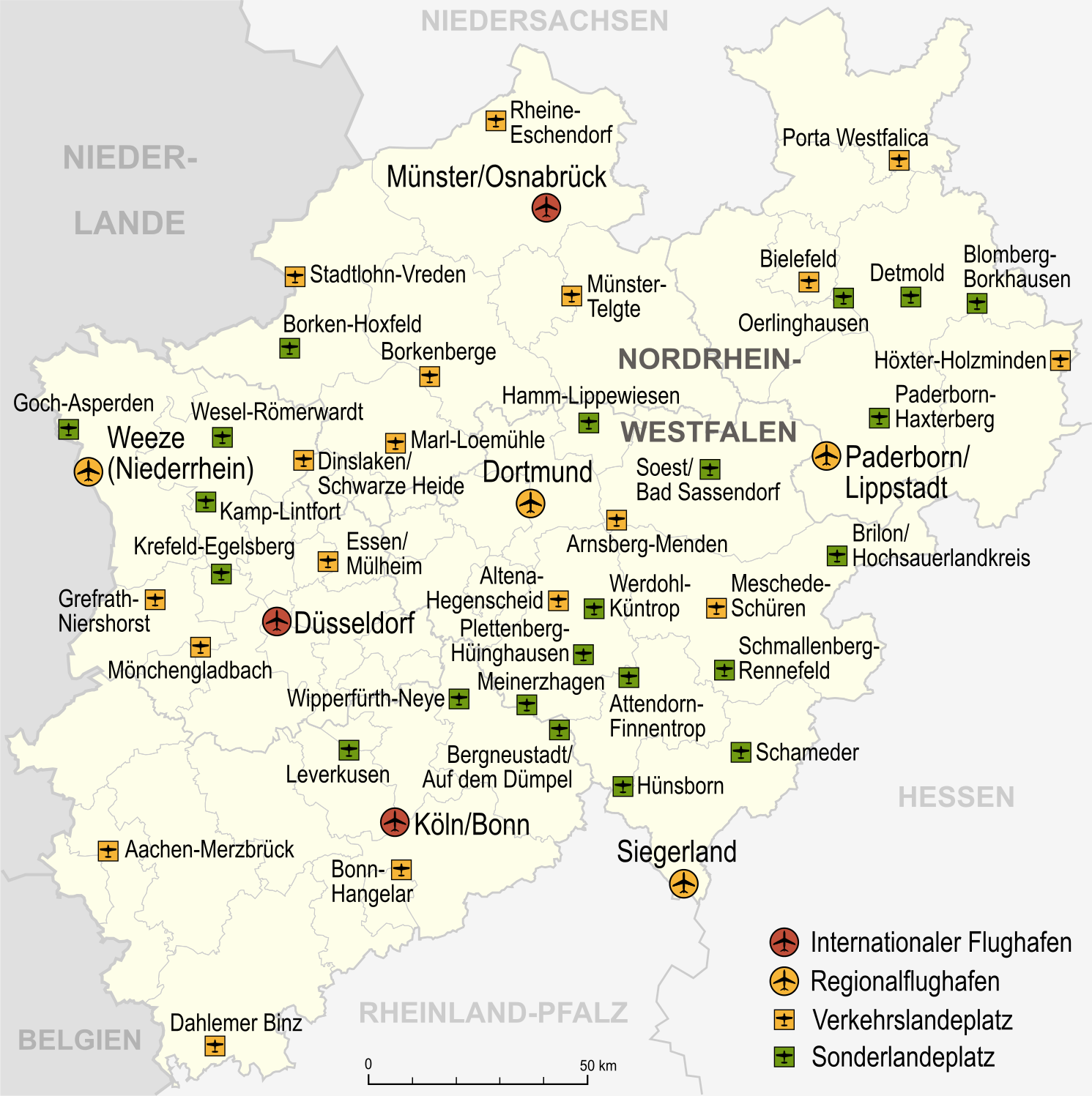

A repülőteret 1959-ben a Loemuhle GmbH (VLP GmbH) motor Fliegerclub Vest e. V. (MFC) Márl és Recklinghausen városok alapították, majd 2006-ban privatizálták. Új neve Loemuhle GmbH lett, részvényesei vállalkozók és pilóták lettek, akiknek fontos volt a repülőtér megőrzése. A repülőtér 2007 októberében engedélyt kapott az ultrakönnyű repülésre.
2003 nyár vége óta  Marl-Loemuhle ad otthont a német Chaos Aviation Team-nak és a 2005 óta jelen van a repülőtéren az R3 Club is. Ezen kívül, a repülőtér a légi régészeti kutatás alapjául is szolgál a Régészeti Intézet Ruhr Egyetem Bochum által.

## A repülőtér főbb adatai
- Hosszúság: 830 m
- Szélesség: 20 m
- Loemuhle-torony és VDF 122.000 MHz
- Felszálló tömeg: 5700 kg